# Prolasius advenus
Prolasius advenus é uma espécie de formiga do gênero Prolasius, pertencente à subfamília Formicinae.